# Spaniopsis mackerrasi
Spaniopsis mackerrasi är en tvåvingeart som först beskrevs av Paramonov 1962.  Spaniopsis mackerrasi ingår i släktet Spaniopsis och familjen snäppflugor. Inga underarter finns listade i Catalogue of Life.